# 火星の太陽面通過 (木星)
木星における火星の太陽面通過（かせいのたいようめんつうか）とは、木星と太陽のちょうど間に火星が入り、太陽面を通過する天文現象である。

## 概要
木星における火星の太陽面通過は、紀元前125000年から125000年の25万年間で4962回ある。前回は1939年11月8日、次回は2040年7月7日に発生する。
火星の太陽面通過は、現在から前後約1万年以内は、約18年9か月、約36年9か月、約53年8か月、約65年、約101年9か月のいずれかの間隔で発生する。この間隔は時代によって変化するが、その変化は非常に遅い。例えば先述の間隔以外の間隔が出てくるのは、紀元前9294年以前か、11048年以降である。

## 太陽面通過の起こる日
日付は最大食の日付(UTC)。
| 年月日         | 最大食 |
| -------------- | ------ |
| 1785年8月13日  | 06:14  |
| 1886年4月13日  | 19:11  |
| 1904年2月3日   | 20:09  |
| 1922年1月19日  | 10:48  |
| 1939年11月8日  | 11:45  |
| 2040年7月8日   | 02:38  |
| 2058年4月28日  | 20:24  |
| 2094年2月1日   | 03:50  |
| 2158年12月26日 | 14:52  |
| 2194年10月2日  | 06:28  |

## 同時太陽面通過
- 火星の太陽面通過が、水星の太陽面通過と同時に起こることはあるが、極めて稀である。前回は紀元前15106年11月13日、次回は42548年12月28日である。
- 火星の太陽面通過が、金星の太陽面通過と同時に起こることはあるが、極めて稀である。前回は紀元前24784年3月8日である。